# Nino Boerdzjanadze
Nino Boerdzjanadze (Georgisch: ნინო ბურჯანაძე) (Koetaisi, 16 juli 1964) is een Georgisch politica die na de Rozenrevolutie van november 2003 waarnemend president werd tot de presidentsverkiezingen van januari 2004 en de inhuldiging van Micheil Saakasjvili tot president. Eind 2007 en begin 2008 was ze dat nogmaals, toen Saakasjvili na aanhoudende protesten vervroegde verkiezingen uitschreef om een nieuw mandaat van de burgers te vragen.
Boerdzjanadze is afkomstig uit een welgestelde Georgische familie. Toen Georgië nog een Sovjetrepubliek was, was haar vader Anzor Boerdzjanadze een lokale partijbaas die belast was met toerisme. Later werd hij een niet geheel smetteloze zakenman met een monopolie op brood en meel in Georgië. Hij financierde de laatste verkiezingscampagne van Edoeard Sjevardnadze, die een huisvriend van hem was.
Boerdzjanadze studeerde rechten in Tbilisi, en internationaal recht aan de Lomonosov Staatsuniversiteit in Moskou. Evenals Micheil Saakasjvili begon ze haar politieke loopbaan als protegee van president Sjevardnadze. Boerdzjanadze werd tijdens de verkiezingen van 1995 voor het eerst in het parlement van Georgië gekozen, als lid van de Burgerunie, de politieke partij van Sjevardnadze. In 2001 werd ze voorzitter van het parlement.
Toen Sjevardnadze zich in het voorjaar van 2003 tegen het parlement keerde omdat dit het bestuur te veel zou vertragen, viel Boerdzjanadze hem af. Ze koos voor de gematigde stroming binnen de oppositie, en vlak voor de verkiezingen van 2 november 2003 kwam ze tot een overeenstemming met de vorige parlementsvoorzitter Zoerab Zjvania om zich bij zijnVerenigde Democraten te voegen en richtten ze de verkiezingsalliantie Boerdzjanadze-Democraten op.
Ook tijdens de Rozenrevolutie koos ze een gematigde lijn. Terwijl Saakasjvili al vond dat Sjevardnadze moest aftreden, meende Boerdzjanadze dat nieuwe verkiezingen zouden volstaan. Ook op het moment dat Sjevardnadze werd gedwongen tot aftreden speelde ze een dempende rol. Hoewel velen dachten dat ze zich na de val van Sjevardnadze verkiesbaar zou stellen voor het presidentschap van Georgië, steunde ze Micheil Saakasjvili.
Van 25 november 2007 tot 25 januari 2008 was zij voor een tweede maal waarnemend president toen Saakasjvili afgetreden was na een politieke crisis en nieuwe verkiezingen uitschreef. Hij werd herkozen en Boerdjanadze werd weer parlementsvoorzitter. Op 7 juni 2008 werd zij opgevolgd door David Bakradze. In juni 2008 kondigde zij aan een politieke denktank op te richten wat een maand later gebeurde. Sindsdien keerde ze zich tegen president Saakasjvili, wiens aftreden ze eiste in februari 2009. Als een der oppositieleiders organiseerde ze vanaf 9 april een maand lang betogingen bij het parlement en het presidentieel paleis. Als enige oppositieleider weigerde ze op 11 mei 2009 deel te nemen aan een gesprek met de president, omdat ze dit zinloos achtte.
Boerdzjanadze is getrouwd met Badri Bitsadze, voormalig vice-procureur-generaal van Georgië. Hij trad vlak voor de Rozenrevolutie uit protest tegen de frauduleus verlopen verkiezingen. Later werd hij hoofd van de grenspolitie; in die functie trad hij op 29 oktober 2008 af uit protest tegen een 'campagne' die de regering zou voeren tegen zijn dienst vanwege zijn band met Boerdzjanadze. Het paar heeft twee kinderen.